# 4 in Love
4 in Love(포 인 러브)는 여성 4인조로 구성된 중화민국의 걸 그룹이다.

## 멤버
- 유품언(冷嘉琳, clowdie, 1981년 11월 12일 - )
- 황소유(黄小柔, sunnie, 1981년 10월 3일 - )
- 양승림(楊丞琳, rainie, 1984년 6월 4일 - )
- 장기혜(張棋惠, windie, 1984년 6월 5일 - )